# Božičany
Božičany (en allemand : Poschetzau) est une commune du district et de la région de Karlovy Vary, en République tchèque. Sa population s'élevait à 612 habitants en 2021.

## Géographie
Božičany se trouve à 8 km à l'ouest-nord-ouest de Karlovy Vary et à 121 km à l'ouest-nord-ouest de Prague.
La commune est limitée par Nejdek au nord, par Nová Role à l'est, par Mírová au sud et par Chodov et Černava à l'ouest.

## Histoire
La première mention écrite de la localité date de 1359.